# Austracris proxima
Austracris proxima är en insektsart som först beskrevs av Walker, F. 1870.  Austracris proxima ingår i släktet Austracris och familjen gräshoppor. Inga underarter finns listade i Catalogue of Life.